# Vladimír Závada
Vladimír Závada (* 26. Mai 1987) ist ein slowakischer Badmintonspieler. 

## Karriere
Vladimír Závada gewann in der Slowakei drei nationale Juniorentitel, ehe er 2007 erstmals bei den Erwachsenen erfolgreich war. Sechs weitere Titel folgten bis 2012.

## Sportliche Erfolge
| Saison | Veranstaltung                                | Disziplin    | Platz | Name                              |
| ------ | -------------------------------------------- | ------------ | ----- | --------------------------------- |
| 2004   | Slowakei: Einzelmeisterschaften der Junioren | Herrendoppel | 1     | Vladimír Závada / Marián Smrek    |
| 2005   | Slowakei: Einzelmeisterschaften der Junioren | Herreneinzel | 1     | Vladimír Závada                   |
| 2005   | Slowakei: Einzelmeisterschaften der Junioren | Herrendoppel | 1     | Vladimír Závada / Marián Smrek    |
| 2007   | Slowakei: Einzelmeisterschaften              | Herrendoppel | 1     | Vladimír Závada / Marián Smrek    |
| 2008   | Slowakei: Einzelmeisterschaften              | Herrendoppel | 1     | Vladimír Závada / Marián Smrek    |
| 2009   | Slowakei: Einzelmeisterschaften              | Mixed        | 1     | Vladimír Závada / Zuzana Orlovská |
| 2009   | Slowakei: Einzelmeisterschaften              | Herrendoppel | 1     | Vladimír Závada / Marián Smrek    |
| 2010   | Slowakei: Einzelmeisterschaften              | Mixed        | 1     | Vladimír Závada / Zuzana Orlovská |
| 2011   | Slowakei: Einzelmeisterschaften              | Mixed        | 1     | Vladimír Závada / Zuzana Orlovská |
| 2012   | Slowakei: Einzelmeisterschaften              | Mixed        | 1     | Vladimír Závada / Zuzana Orlovská |

## Referenzen
- Vladimír Závada beim Badminton-Weltverband

| Personendaten    | Personendaten                 |
| ---------------- | ----------------------------- |
| NAME             | Závada, Vladimír              |
| KURZBESCHREIBUNG | slowakischer Badmintonspieler |
| GEBURTSDATUM     | 26. Mai 1987                  |